# Megatrioza swezeyi
Megatrioza swezeyi är en insektsart som först beskrevs av Crawford 1927.  Megatrioza swezeyi ingår i släktet Megatrioza och familjen spetsbladloppor. Inga underarter finns listade i Catalogue of Life.